# Тюрьвищи
Тюрьвищи — деревня в Гусь-Хрустальном районе Владимирской области России, входит в состав Демидовского сельского поселения.

## География
Деревня расположена в 6 км на запад от центра поселения деревни Демидово и в 41 км на юго-запад от Гусь-Хрустального.

## История
В XIX — начале XX века деревня входила в состав Демидовской волости Касимовского уезда Рязанской губернии, с 1926 года — в составе Палищенской волости Гусевского уезда Владимирской губернии. В 1859 году в селе числилось 48 дворов, в 1905 году — 131 двор, в 1926 году — 178 дворов.
С 1929 года деревня являлась центром Тюрьвищенского сельсовета Гусь-Хрустального района, с 1935 года — в составе Курловского района, с 1935 года — в составе Овинцевского сельсовета, с 1963 года — в составе Гусь-Хрустального района, с 1973 года — в составе Демидовского сельсовета, с 2005 года — в составе Демидовского сельского поселения.

## Население
| 1859 | 1905 | 1926 | 2002 | 2010 | 2021 |
| ---- | ---- | ---- | ---- | ---- | ---- |
| 436  | ↗937 | ↗943 | ↘79  | ↘43  | ↘25  |